# Garda Varegă
Garda Varegă (în greacă :Τάγμα τῶν Βαραγγῶν Tágma tōn Varángōn) a fost o unitate de elită a armatei bizantine din secolul al X-lea până în secolul al XIV-lea. Garda Varegă a apărut în al doilea imperiu roman. Membrii săi au servit ca gardieni personali ai împăraților bizantini. Garda Varegă era cunoscută pentru faptul că era compusă în primul rând din recruți din nordul Europei, incluzând nordici din Scandinavia și anglo-saxoni din Anglia. Recrutarea străinilor îndepărtați din afara Bizanțului pentru a servi drept garda personală a împăratului a fost o politică deliberată, întrucât aceștia nu aveau loialități politice locale și puteau fi folosiți cu încredere la suprimarea revoltelor din rândul unor facțiuni bizantine neloiale.

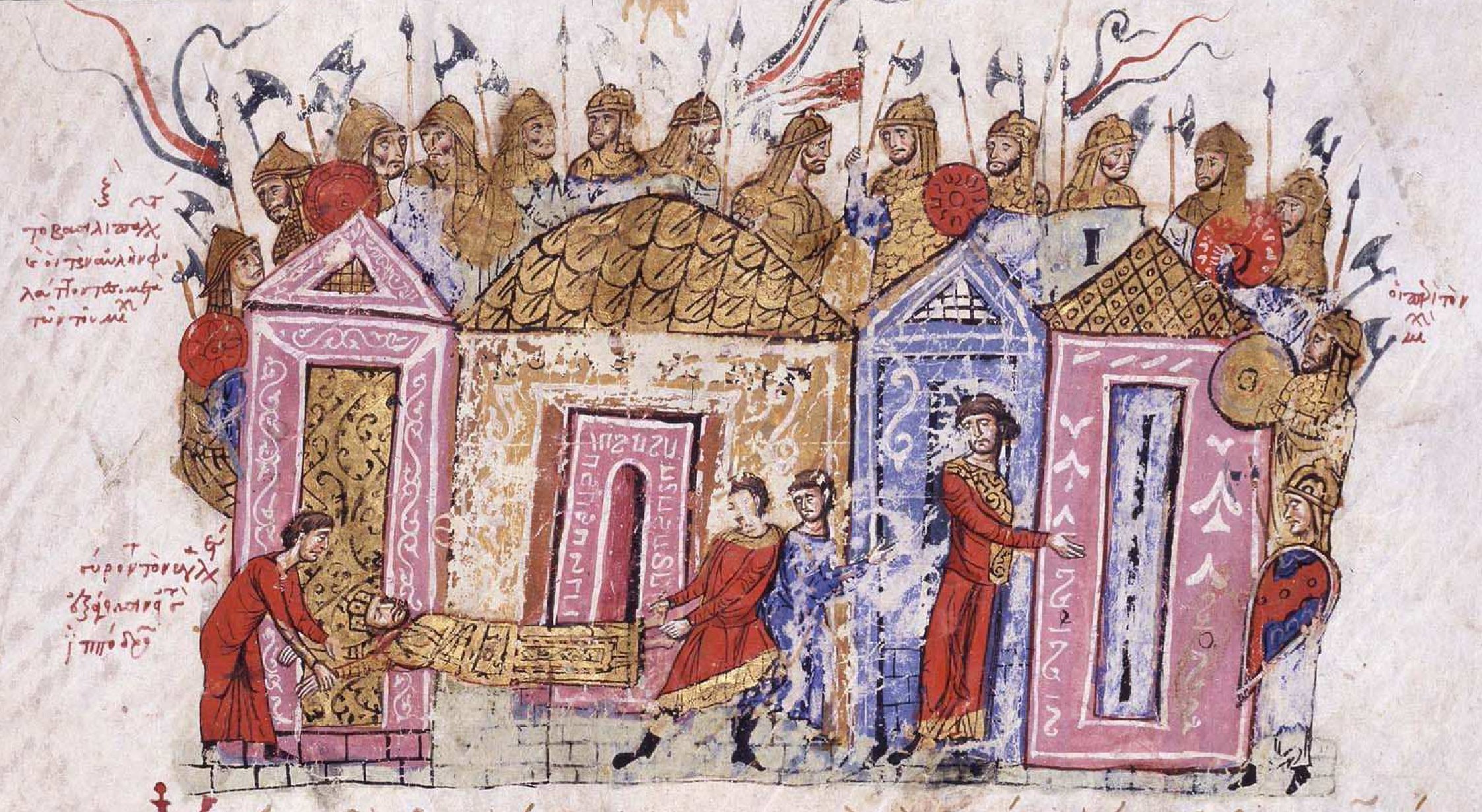
Gardienii Varegi, Cronica lui Ioan Skylitzis

Rușii au dat primii membri ai Gărzii Varege. Au fost în serviciul bizantin încă din 874. Garda a fost creată pentru prima dată sub împăratul Vasile al II-lea în 988, în urma creștinării Rusiei Kievene de către Vladimir I al Kievului. Vladimir, care a uzurpat puterea la Kiev cu o armată de războinici varaegi, a trimis 6.000 de bărbați lui Vasile al II-lea ca parte a unui acord de asistență militară. Neîncrederea lui Vasile față de gardienii nativi bizantini, ale căror loialități s-au schimbat adesea, cu consecințe fatale, precum și loialitatea dovedită a varegilor, din care mulți au servit anterior în Bizanț, l-au determinat pe împărat să-i angajeze ca gardieni personali. 
Imigranții din Scandinavia (preponderent imigranți din Suedia, dar și câțiva din Danemarca și Norvegia) au păstrat organizația aproape în totalitate nordică până la sfârșitul secolului al XI-lea. Potrivit istoricului suedez Alf Henrikson, în cartea sa Svensk Historia (Istoria Suediei), gardienii nordici varegi erau recunoscuți după părul lor lung, un rubin roșu așezat în urechea stângă și dragoni ornamentați cusuți pe cămășile cu zale. 
În acești ani, bărbații suedezi au plecat să se înscrie în Garda Varegă Bizantină în număr numeros, încât o lege suedeză medievală, Västgötalagen, din Västergötland a încercat să oprească emigrarea, mai ales că alte două curți europene au recrutat simultan și scandinavi:  Rusia Kieveană c. 980–1060 și Londra 1018–1066 (Þingalið).  
Garda Varegă nu numai că a oferit securitate împăraților bizantini, dar a participat și la multe războaie, jucând adesea un rol decisiv, deoarece de obicei au fost angajați în momentele critice ale unei bătălii. Până la sfârșitul secolului al XIII-lea, varegii au fost asimilați etnic în mare măsură  de grecii bizantini, deși Garda a existat cel puțin până la mijlocul secolului al XIV-lea. În 1400, în Constantinopol existau încă unii care se identificau ca „varegi”. 
Unul dinte cei mai cunoscuți mercenari vikingi a fost viitorul rege Harald al III-lea al Norvegiei, cunoscut și ca Harald Hardrada („Conducătorul dur”), care a sosit la Constantinopol în 1035 și s-a angajat în garda varegilor. El a participat la optsprezece bătălii în slujba bizantinilor. Până la reîntoarcerea sa în patrie în 1043, el a fost avansat în funcție până la aceea de „Akolythos” – comandant al gărzii varege. Harald al III-lea a murit  în 1066, în bătălia de la Stamford Bridge împotriva regelui Harold Godwinson.